# Lawena Museum

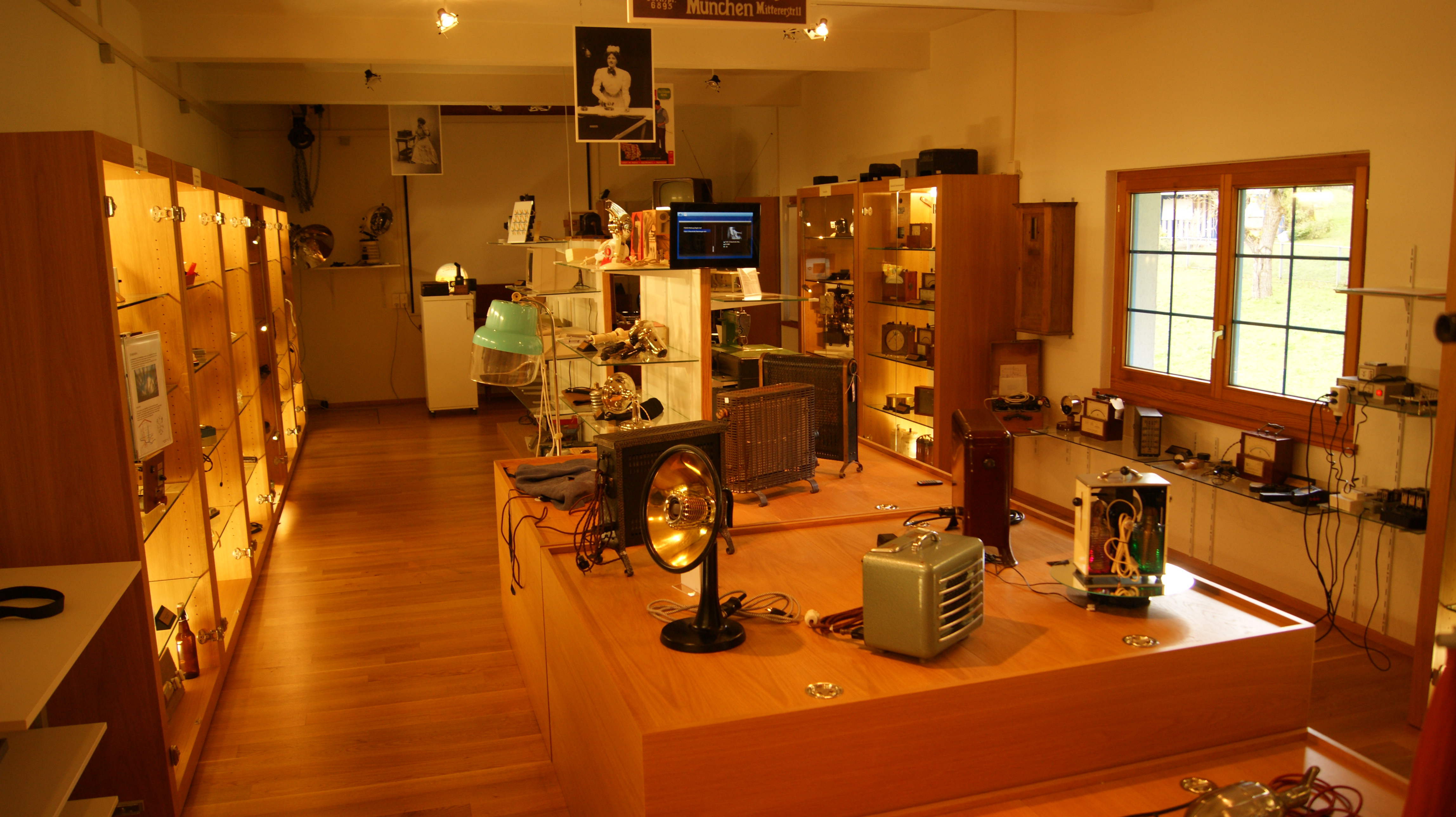
Ausstellungsraum im 2. Obergeschoss.

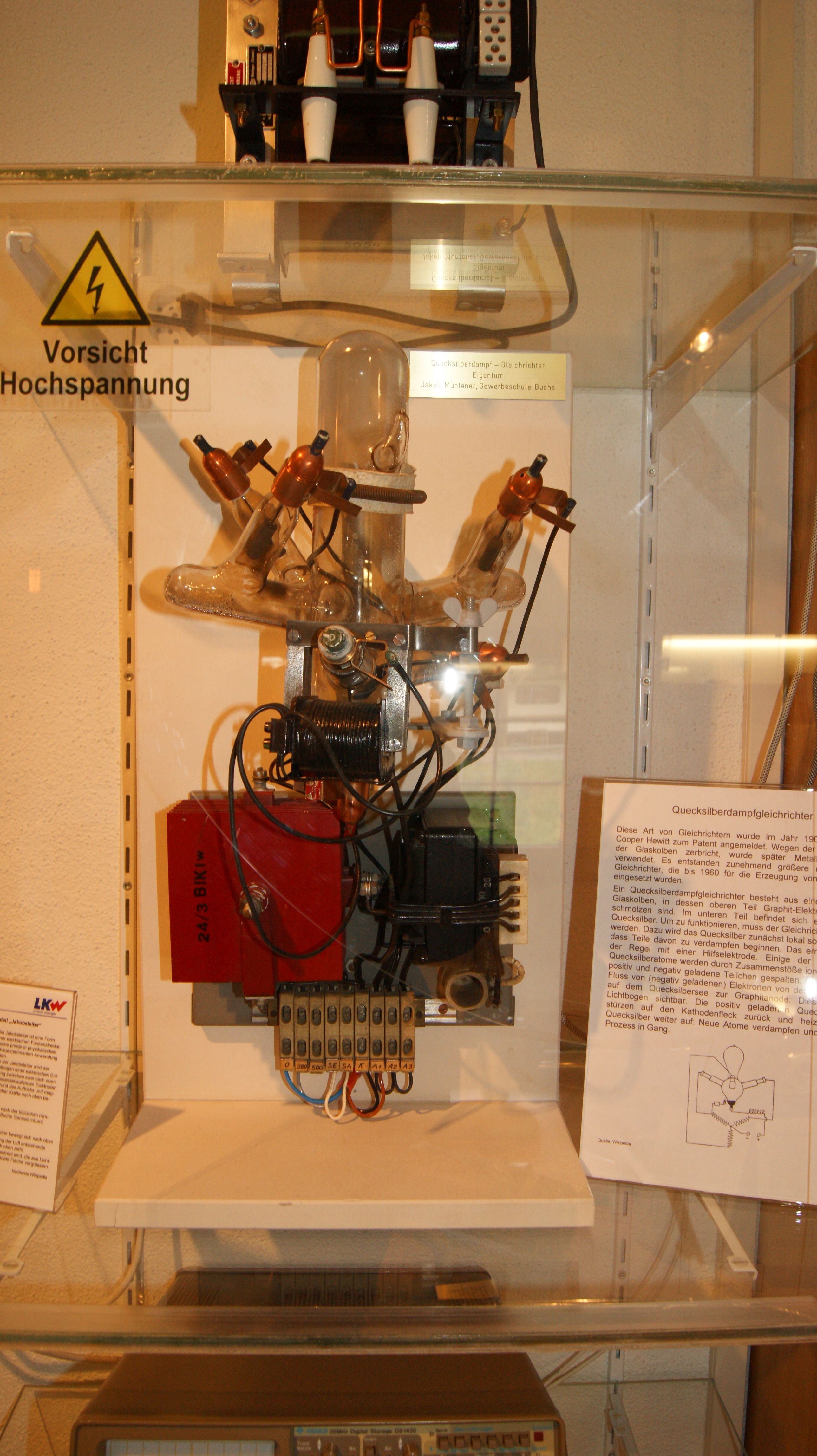
Quecksilberdampfgleichrichter.

Das Lawena Museum in Triesen, Liechtenstein, zur Geschichte der Elektrifizierung im Fürstentum Liechtenstein, ist im 1926 gebauten Betriebsgebäude des Kraftwerks Lawena untergebracht.
Es handelt sich dabei um ein Elektromuseum, welches unter anderem auch direkt auf das Kraftwerk Lawena Bezug nimmt. Das Kraftwerk und historische Teile davon sind Teil der Ausstellung. In den Ausstellungsräumen auf drei Etagen werden elektrische Betriebsmittel inklusive historischer Haushaltsgeräte, Beleuchtungsmittel und Kommunikationsgeräte gezeigt. Die Themenausstellung über «elektrische Haushaltsgeräte» mit Exponaten aus der Zeit von 1910 bis heute befindet sich im zweiten und im dritten Stockwerk.

## Entwicklung
Im Jahre 2015 erhielt das Museum eine Schenkung vom Naturwissenschaftlichen Forum (Liechtenstein Physical Society). Seitdem verfügt es mit 950 Exponaten über eine der grössten Sammlungen im Lande. Davon werden laufend rund 500 Stück ausgestellt.

## Trägerverein
Das Museum wird ehrenamtlich durch die Mitglieder des Vereins «Pro Lawena Museum» (im Juli 2011 gegründet) betreut und getragen. Präsident des Vereins ist Zeno Marxer.
Der Tätigkeitsbereich ist hauptsächlich auf Liechtenstein konzentriert. Aufgaben des Vereines sind vorrangig die Gestaltung der Ausstellung, Instandhaltung der Exponate und Museumsführungen. Es wird auch die Dokumentation und die Erforschung der elektrotechnischen Geschichte Liechtensteins und das Sammeln von weiteren Gegenständen rund um die Elektrotechnik betrieben.